# Apicia megasa
Apicia megasa là một loài bướm đêm trong họ Geometridae.